# Uniechowo
Uniechowo – wieś w Polsce położona w województwie kujawsko-pomorskim, w powiecie włocławskim, w gminie Fabianki przy drodze wojewódzkiej nr 562.
W latach 1975–1998 miejscowość administracyjnie należała do województwa włocławskiego.